# بيلي دوغلاس
بيلي دوغلاس (بالإنجليزية: Billy Douglas)‏ هو عازف جاز أمريكي، ولد في 1912، وتوفي في 1978.